# Jens Karlsson
Jens Fredrik Karlsson, född 7 november 1982 i Härlanda församling i Göteborg, är en svensk ishockeyspelare. Hans yngre bror, Sebastian Karlsson, är också elitspelare i ishockey.
Jens Karlsson, som kom från Frölunda HC, spelade säsongen 2005/2006 för seriesegrarna HV71. Han fick dock inget förnyat kontrakt av sportchefen Fredrik Stillman. Efter att ha prövat lyckan i Tyskland 2006/2007 i Iserlohn Roosters så är Karlsson nu skyttekung i Borås HC.

## Klubbar
- Göteborgs IK (moderklubb–1997)
- Frölunda HC (1997–2005)
- Rögle BK (2004–2005)
- HV71 (2005–2006)
- Iserlohn Roosters (2006–2007)
- Borås HC (2007–2008)
- AaB Ishockey (2008–2009)
- Borås HC (2008–2010)
- Frölunda HC (2009–2012)
- Vålerenga Ishockey (2012–)